# 完全2部グラフ
完全2部グラフ（かんぜんにぶグラフ、英: complete bipartite graph）は、グラフ理論において、2部グラフのうち特に第1の集合に属するそれぞれの頂点から第2の集合に属する全ての頂点に辺が伸びているものをいう。bicliqueとも。

## 定義
完全2部グラフ {\displaystyle G:=(V_{1}+V_{2},E)} は2部グラフであり、任意の2つの頂点 {\displaystyle v_{1}\in V_{1}} と {\displaystyle v_{2}\in V_{2}} について {\displaystyle G} 内の辺 {\displaystyle v_{1}v_{2}} が存在する。完全2部グラフのパーティションの大きさが {\displaystyle \left|V_{1}\right|=m} と {\displaystyle \left|V_{2}\right|=n} であるとき、これを {\displaystyle K_{m,n}} と表記する。

## 例

星グラフ S_{3}, S_{4}, S_{5}, S_{6}

任意の k について、{\displaystyle K_{1,k}} をスターと呼ぶ。木でもある完全2部グラフは、全てスターである。
グラフ {\displaystyle K_{1,3}} を爪と呼ぶ。
グラフ {\displaystyle K_{3,3}} を utility graph と呼ぶ。
K_{3,1}
K_{3,2}
K_{3,3}
K_{7,1}

- K1,1
- K2,1
- K2,2
- K3,1
- K3,2
- K3,3
- K7,1

## 特性
- 2部グラフから、辺数 {\displaystyle m\cdot n} が最大となる完全2部部分グラフ {\displaystyle K_{m,n}} を求める問題は、NP完全問題である。
- 平面グラフは {\displaystyle K_{3,3}} をマイナーとして含むことができない。外平面 (outerplanar) グラフは {\displaystyle K_{3,2}} をマイナーとして含むことができない（これらは平面性や外平面性の十分条件ではないが、必要条件である）。
- 完全2部グラフ {\displaystyle K_{n,n}} は{\displaystyle (n,4)}-cage である。
- 完全2部グラフ {\displaystyle K_{n,n}} または {\displaystyle K_{n,n+1}} は Turán graph である。
- 完全2部グラフ {\displaystyle K_{m,n}} の頂点被覆数は {\displaystyle \min \lbrace m,n\rbrace }、辺被覆数は {\displaystyle \max \lbrace m,n\rbrace } である。
- 完全2部グラフ {\displaystyle K_{m,n}} の最大独立集合の大きさは {\displaystyle \max \lbrace m,n\rbrace } である。
- 完全2部グラフ {\displaystyle K_{m,n}} の隣接行列の固有値は {\displaystyle {\sqrt {nm}}}、{\displaystyle -{\sqrt {nm}}}、0であり、重複度はそれぞれ 1、1、n+m-2 である。
- 完全2部グラフ {\displaystyle K_{m,n}} のラプラシアン行列の固有値は n+m、n、m、0 であり、重複度はそれぞれ 1、m-1、n-1、1 である。
- 完全2部グラフ {\displaystyle K_{m,n}} には mn-1 nm-1 の全域木がある。
- 完全2部グラフ {\displaystyle K_{m,n}} には大きさ {\displaystyle \min \lbrace m,n\rbrace } の最大マッチングがある。
- 完全2部グラフ {\displaystyle K_{n,n}} にはラテン方格に対応した n色の辺彩色が存在する。
- 最後の2つは、k-正則2部グラフに結婚定理を適用することで得られる系である。